# 最高人民会議

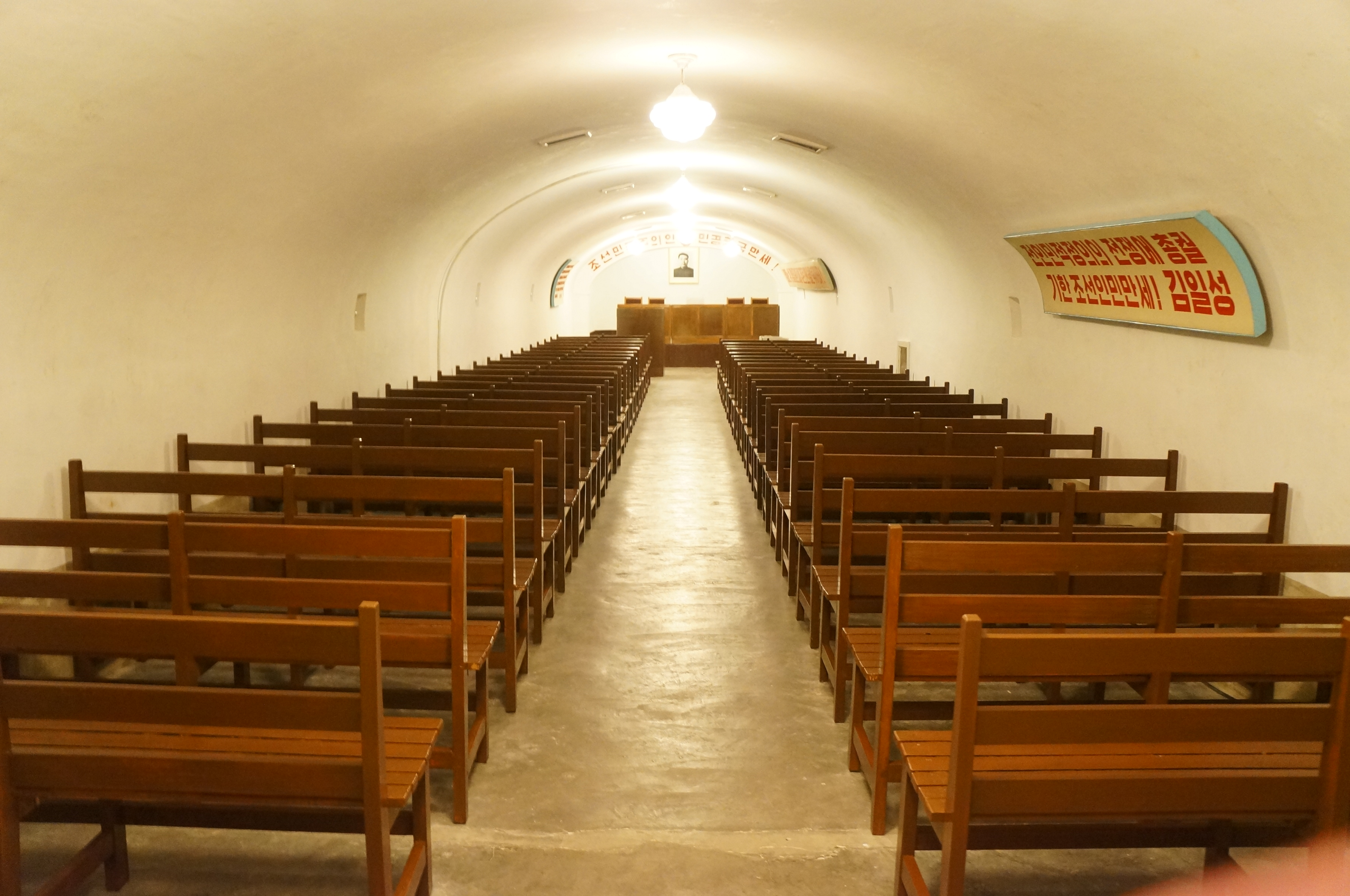
朝鮮戦争当時の最高人民会議議場（平壌市内の地下壕）

最高人民会議（さいこうじんみんかいぎ、朝鮮語: 최고인민회의）は、朝鮮民主主義人民共和国（北朝鮮）の立法府であり、民主集中制を採用する同国の全ての権力を統括する国権の最高主権機関である。
人民共和国建国にあわせ、北朝鮮人民委員会の主権機関である北朝鮮人民会議を発展させることで成立した。ここでは、最高人民会議の選挙プロセスについても記述する。

## 概要
議会自体は一院制を採用する。代議員会議は首都平壌の中区域にある万寿台議事堂で行われる。
朝鮮民主主義人民共和国社会主義憲法により北朝鮮の「最高主権機関」とされており、「唯一の立法機関」であるとともに、「行政・司法も全て朝鮮労働党の指導の下、最高人民会議に対して責任を負う体制」となっている。また、共和国公民（国民）は最高人民会議および地方各級人民会議を通じて憲法で保障された主権を行使するとされている。
主な権限は常任委員会や国務委員会（2016年6月の代議員会議により変更される前は国防委員会）の委員の選出・召還、内閣総理（金日成存命時代は政務院総理）および閣僚の任免、中央裁判所並びに中央検察所所長の任免、憲法修正および法律の制定、国家予算の決議とされている。
最高人民会議には幹部議員数人で構成する常任委員会が設置され、最高人民会議の閉会中、同委員会が最高人民会議の権限を代行するほか、中央省庁の設置・廃止、外国との条約の批准・廃棄などを行う。これは、旧ソビエト連邦の最高会議幹部会や中国の全人代常務委員会に相当する。
なお憲法上は最高人民会議常任委員長が対外的な国家元首として位置づけられていたが、2019年4月の最高人民会議での憲法改正により国家機構が変更されたとみられている（後述）。

### 国務委員会との関係
国務委員会（2016年6月までは国防委員会）との関係であるが、国務委員会は最高人民会議常任委員会・内閣とは別に置かれる機関とされている。これらの委員長や委員は最高人民会議で選挙するとされ、その長及び委員会は職務上最高人民会議に対して責任を負うとされている。
国防委員会が設置されていた2014年の代議員選挙では、国防委員会第一委員長を務めていた金正恩は白頭山の選挙区から代議員に選出されていた。
一方、韓国統一省当局者によると、「国務委員会への組織改編後の2019年3月の代議員選挙では当選者の名簿に金正恩の名前はなかった」としている。韓国の慶南大学校教授の林乙出は、当選者の名簿に名がなかったことに関して「不可解」とした。2019年4月の最高人民会議で金正恩は国務委員長に再選されたが、最高人民会議常任委員長の崔竜海が就任後の演説で「朝鮮人民の最高代表で、国の全般を指導する国家の最高職責者」と述べたことから、最高人民会議で同時に行われた憲法改正により国家機構が再編成され、対外的代表権を持つ元首としての地位に就いたとの見方が出ている。それまで憲法上、国務委員長は対外代表権を持たず、最高人民会議常任委員長が対外的な元首として位置づけられていた。これに対し、ジェトロアジア経済研究所の中川雅彦は「代議員にならなくても最高指導者の権威と権限は不変である」との新たな見方を示した。

### 政党
最高人民会議は、実際は支配政党である朝鮮労働党、というよりは最高指導者の意向に法的根拠を与え、民意の名目で追認することに機能が絞られていると言える。西側諸国においては、「ラバースタンプ型議会」と揶揄されることもある。

これは、建国時に当時のソ連最高会議のスタイルをソ連の二院制から一院制に変更の上導入したことに由来するものである。スターリンの死後に金日成が主体思想を確立させたが、その後も国内の指導体制はスターリン時代のソ連体制を根幹としており、ソビエト連邦の崩壊の後も現在まで受け継がれてきた。

しかも朝鮮労働党では1980年代以降、2016年（主体105年）5月に第7回大会が開催されるまで党大会が事実上機能しておらず、それに準じる党代表者会も長く開催されていなかったため、余程のことがない限り年1回確実に開催される最高人民会議代議員会議が事実上、対外的な国家意思表示の手段として利用される傾向にある。

代議員選挙は朝鮮労働党中央委員会が指名した候補者に対する信任投票、即ち翼賛選挙であり、そこで当選した代議員が召集される代議員会議も原則年に1回、かつほとんどの場合1日だけの会期で閉会される。もちろん日本の臨時国会に相当する1年に複数回の召集も可能であり実際に行われているが、その場合でも会期が複数日に及ぶことはまずない。

北朝鮮と同様の一党独裁制を敷いている中国の全人代やベトナムの国会でも、議会の代表は党政治局の報告内容を失敗だと信じれば採決に反対、ないしは棄権することができるが、北朝鮮ではそれすらも不可能とする形式を取っている。常任委員会側も代議員会議に提出する議案は代議員同士による議論を行う機会を一切与えないように練り込んで提出しており、代議員は事実上常任委員による報告を静聴した後挙手または拍手による満場一致で可決することしかできない。

## 選挙
「最高人民会議代議員選挙は5年に一度行う」とされているが、金正日が存命だった頃は前任者の任期が終了した後も党中央委員会が準備を完了するまで選挙は行われないのが常だった。第12期代議員選挙は2009年（主体98年）3月8日に投票が行われたが、その前の2003年8月に行われた第11期選挙で選ばれた代議員の任期が終了した後約半年を要している。金正恩体制になって最初の選挙となる第13期選挙は、投票日が2014年（主体103年）3月9日となり、前任者の任期満了直後に行われた。
初代最高指導者である金日成の死と前後する1990年代には、当初の任期満了予定だった1995年（主体84年）が金日成の三年喪の最中だったこともあって選挙実施が延期され、第10期選挙が行われたのは1998年（主体87年）7月26日と、実に8年間選挙が行われなかった。ちなみに共和国創建直後の第1期でも任期満了が祖国解放戦争（北朝鮮における朝鮮戦争の呼称）の真っ只中で延期となり、第2期選挙が行われるまでに9年間を要した。
なお、選挙が延期された場合も含め、任期満了から次の代議員が決まるまでの間は代議員会議は行われず、どうしても必要な場合は最高人民会議常任委員会が権限を代行する。

### 選挙資格
地域や朝鮮人民軍の軍区ごとに定められた選挙区から選出された代議員によって構成される。
選挙権は数え年17歳以上の共和国公民（北朝鮮国民）が持つとされるが、疾病や障害などで投票日当日に投票所に直接行くことができない国民は選挙人登録の段階で除外される。強制収容所の獄中にある者は当初から参加資格がない。
選挙区は小選挙区制を採り、全国で600～700程度に分けられる。国民3万人ごとに1人の代議員を出すという前提で定数が決められている。選挙区は「第○○○号選挙区」として全て数字で表示されており、選挙区番号の付与も地続きではないため、選挙区名を見るだけでは選挙実務担当者以外どの地域を示しているのかを理解することができないようになっている。立候補者が出馬する選挙区についての規定は全く無いに等しく、朝鮮労働党中央委員会による恣意的選定によって決定される。例えば、金日成体制下で1982年から6期連続で当選した金正日は、毎回異なる番号の選挙区から出馬していた。また、朝鮮労働党による一党独裁体制であるため、比例区を設定するという概念はない。
被選挙権については、名目上は成人なら誰でも立候補できることになっているが、選挙運営上は朝鮮労働党中央委員会により指名された候補者以外が立候補することはできず、そして全ての選挙区で1名しか立候補しないため、実態は選挙というよりも当選予定者の信任投票の形となっている。なお、祖国統一民主主義戦線を構成する3政党（支配政党の朝鮮労働党、衛星政党の朝鮮社会民主党と天道教青友党）に所属していない者でも立候補できるが、当然のことながら、北朝鮮の社会階級である出身成分は最上級の「核心階層」であることが大前提となる。

### 選挙プロセス

#### 候補者の選考
前任者の任期が終了するか、任期満了の直前直後に投票日を予定しているのであればその3～4カ月程度前になると、朝鮮労働党中央委員会では後継となる代議員候補者の選考作業に入る。この作業には概ね1～2か月程度を要し、作業の過程で宗派（分派）行動が発覚するなどして、歴代の金日成、金正日、2019年3月現在の最高指導者である金正恩から目を付けられた代議員が粛清されることもある。
選考が一段落すると、最高人民会議常任委員会の名前で投票日の告示がなされる。投票日の遅くとも2か月前には告示がなされるのが普通である。そして投票日が発表されると、2-3日後の労働新聞紙上に「第○号選挙区で有権者大会が行われ、最高指導者をただ一人の候補者として推戴しようという決定がなされた」という記事が掲載され、1週間以内にすべての選挙区で同様の大会が行われる。
ただし、各級人民会議代議員選挙法により1人の立候補者は1つの選挙区にしか登録できないため、最高指導者は最初に有権者大会を行った選挙区で出馬し、他の選挙区には「祖国と人民のために献身している活動家、軍人、労働者、農民などを最高指導者の名代として推薦するのでその人に投票してほしい」とする公開書簡または声明を『労働新聞』や『民主朝鮮』を通じて出す。最高指導者自身が立候補登録する選挙区は、対外的には白頭山のある両江道三池淵市の選挙区と報道されるが、実際は首都平壌にある朝鮮人民軍最高幹部の所属する選挙区であることがほとんどとされる。
しかし、2019年の第14期最高人民会議選挙に金正恩は立候補せず、選挙後の第14期最高人民会議第1回会議で行われた憲法改正によって、金正恩の国家におけるポストである国務委員会委員長は最高人民会議代議員として選出されないことになった。

#### 有権者登録
その後、各選挙区における有権者登録が行われ、「全員賛成投票せよ」という主旨のスローガンがメディアやポスターで啓蒙される。各人民班や社会団体・機関ごとに賛成投票を督励する行事や決起集会も開催される。前述の通り、候補者の全員がその選挙区における最高指導者の名代として立候補することから、西側諸国のような候補者同士による政策論争や選挙運動は行われない。
各地区の選挙委員会は、投票日の15日前までに選挙人登録を完了させ公示する。投票日1週間程度前になると、国境や海上はもちろん、各行政区域間の移動証明書の発給が厳しく取り締まられるようになり、事実上の移動制限措置がとられる。その後、投票日3日前までに確定した立候補者は正式な登録を行う。しかし、誰がどこの選挙区に立候補したのかは最高指導者自身以外公表されず、各候補者個人の経歴はもちろん、詳しい氏名すらもこの時点では公表されない（後述）。

#### 投開票
投票は事実上の義務投票制、かつ公開投票制で行われ、投票過程は国家安全保衛部（国家保衛省）と人民保安部により徹底的に監視されているとされる。

当日は地区ごとに集合時間が定められ、有権者は時間厳守で投票所に赴く。そして住民登録を基に「個人の人定」と「選挙権の有無」を確認し、通過した者が一定の人数ごとに隊列をなして投票所内に入室し、係員から順に投票用紙を受け取る。この投票用紙はあらかじめ候補者名がスタンプされており、候補者に賛成の場合には何も記入せずに投票、反対の場合には×表示を記入してから投票することと規定されている。反対投票を行う時のみ投票用紙に記入するが、記載台は列を外れたところに設けられているため、記載台に立ち寄った者は反対者であるとすぐ分かる。反対投票をした者はその場で逮捕、強制収容所への送致処分となることがある。怪我や病気などと虚偽をして棄権することも事実上許されていない。
第12期選挙までは家族による代理投票も可能だったが、第13期選挙では監視が強化され、脱北が発覚し、北朝鮮に残してきた家族も連座させられることを恐れた脱北者が投票のために一時帰国する動きを見せたとの報道もある。
有権者全員の投票終了後に開票が行われ、各選挙区から道・市を通じて中央選挙委員会に報告される。中央選挙委員会はこれを審議し、当選者を発表することになっており、その際に最高指導者以外の当選者についても氏名のみが朝鮮中央通信を通じて公表される。しかし、実際には「登録有権者の100%（ないしはそれに極めて近い数字）が参加して全員が賛成投票し○人の候補者が当選した」とだけ報道されることも多い。かつてギネスブックは「最も圧倒的な選挙」として1962年10月8日の選挙では、投票率が100%かつ朝鮮労働党の得票率が100%だったと認定していたことがある。

### 歴代の代議員選挙
- 金日成体制
  - 第1期：1948年（主体37年）8月25日[11]
  - 第2期：1957年（主体46年）8月
    - 第2期（補欠選挙）：1959年（主体48年）7月19日

  - 第3期：1962年（主体51年）10月
  - 第4期：1967年（主体56年）11月22日
  - 第5期：1972年（主体61年）12月
  - 第6期：1977年（主体66年）11月
  - 第7期：1982年（主体71年）2月28日
  - 第8期：1986年（主体75年）11月
  - 第9期：1990年（主体79年）4月22日
- 金正日体制
  - 第10期：1998年（主体87年）7月26日
  - 第11期：2003年（主体92年）8月27日
  - 第12期：2009年（主体98年）3月8日
- 金正恩体制
  - 第13期：2014年（主体103年）3月9日
  - 第14期：2019年（主体108年）3月10日[12]

## 歴代最高人民会議議長一覧
最高人民会議常任委員会委員長が一般的な国会議長に相当するが、対外的な元首としての職責も果たしているため、最高人民会議議長が通常の議事を主宰している。
- 初代：許憲（1948年9月10日 - 1951年8月16日）
- 第2代：李英（朝鮮語版）（1953年12月22日 - 1957年9月20日）
- 第3代：崔元澤（朝鮮語版）（1957年9月20日 - 1967年12月16日）
- 第4代：白南雲（1967年12月16日 - 1972年12月28日）
- 第5代：韓徳銖（1972年 - 1986年）
- 第6代：崔泰福（1998年9月5日 - 2019年4月11日）
- 第7代：朴泰成（2019年4月11日 - 2023年1月17日）
- 第8代：朴仁哲（2023年1月17日 - 現職）

## 役員
- 常任委員会委員長: 崔竜海
- 常任委員会副委員長: 姜潤石
- 常任委員会書記長: 高吉先
- 最高人民会議議長: 朴仁哲
- 最高人民会議副議長: 朴鉄民、パク・グミ

## 備考
朝鮮総連の議長・責任副議長や、朝鮮大学校学長や、同連合会系の商社会長など、6名の在日朝鮮人が選出されている。在日同胞の選出については、朝鮮総聯によると1967年（昭和42年）の第4期選挙で初めて選出されたとの記録がある。